# Wielka Synagoga w Rzymie
Wielka Synagoga w Rzymie (wł. Tempio Maggiore di Roma) – największa synagoga znajdująca się w Rzymie, stolicy Włoch.
Synagoga została zbudowana w latach 1901–1904 w stylu eklektycznym, według projektu architektów Vincenza Costy oraz Osvalda Armanniego. Synagoga jest zaliczana do jednych z najwspanialszych budynków stolicy Włoch, dawniej dla miejscowych Żydów była symbolem ostoi i wolności. 
25 września 1974 arabscy terroryści rzucili koktajle Mołotowa w budynek synagogi. Nikomu nic się nie stało. Do kolejnego ataku doszło 9 października 1982, kiedy to palestyńscy terroryści z Organizacji Wyzwolenia Palestyny wdarli się do synagogi i otworzyli ogień oraz rzucili granaty ręczne w modlących się podczas szabatu Żydów. Zginęła 1 osoba, a 34 zostały ranne.
Jednym z największych wydarzeń w historii synagogi była wizyta głowy Kościoła rzymskokatolickiego, papieża Jana Pawła II, która odbyła się 13 kwietnia 1986. Papież modlił się w niej razem z Naczelnym Rabinem Rzymu Elio Toaffem. Była to pierwsza wizyta głowy Kościoła katolickiego w synagodze od czasów świętego Piotra. 
W 2004 synagoga obchodziła stulecie swojego istnienia. Obecnie nie służy jedynie jako dom modlitwy, ale jest również centrum życia kulturalnego i organizacyjnego Gminy Żydowskiej w Rzymie (wł. la Comunità Ebraica di Roma). W synagodze znajdują się również biura Naczelnego Rabina Rzymu oraz Muzeum Żydowskie.